# Michele Scartezzini
Michele Scartezzini (ur. 10 stycznia 1992 w Isola della Scala) – włoski kolarz torowy i szosowy, trzykrotny medalista torowych mistrzostw świata i mistrzostw Europy.

## Kariera
Pierwszy sukces w karierze osiągnął w 2009 roku, kiedy zdobył srebrny medal w madisonie podczas mistrzostw Europy juniorów. Następnie wraz z kolegami z reprezentacji zajął trzecie miejsce w drużynowym wyścigu na dochodzenie podczas torowych mistrzostwach Europy w Poniewieżu. W tej samej konkurencji zdobył też srebrne medale na mistrzostwach Europy w Yvelines w 2016 roku i mistrzostwach Europy w Berlinie rok później oraz brązowy podczas mistrzostw świata w Hongkongu. Na rozgrywanych w 2018 roku torowych mistrzostwach świata w Apeldoorn zdobył srebrny medal w scratchu. Rozdzielił tam na podium Jauhiena Karaloka z Białorusi i Australijczyka Calluma Scotsona.